# Lago tóxico de Geamăna
É um desastre ecológico ocorrido na Romênia durante o governo do ditador comunista Nicolae Ceaușescu.
Em 1977, representantes do governo de Ceaușescu chegaram a Geamăna oferecendo aos moradores uma indenização para que pudessem morar em outro lugar, já que queriam iniciar a exploração do depósito de cobre de Rosia Poieni.
Em 1978, a cidade foi deliberadamente evacuada e afundada, permanecendo até hoje naquele estado. Cerca de 400 famílias foram evacuadas e a cidade foi substituída por um lago artificial que servia como uma espécie de captação para o escoamento do lodo contaminado da mina. As águas do lago são altamente tóxicas e contêm cianeto e outros produtos químicos.